# Un Crăciun de neuitat
Un Crăciun de neuitat este un film american din 1989 regizat de Jeremiah S. Chechik (debut regizoral). Este al treilea film din seria de filme National Lampoon. În film interpretează actorii Chevy Chase, Beverly D'Angelo și Randy Quaid. 
Încă de la premiera sa din 1989, Un Crăciun de neuitat a fost de multe ori etichetat ca fiind un film clasic modern de Crăciun.

## Povestea
Un locuitor din Chicago, Clark Wilhelm Griswold Jr. (Chevy Chase), vrea să sărbătorească ca la carte Crăciunul și de acest lucru se conving pe pielea lor membrii familiei, soția Ellen (Beverly D'Angelo), fiul său Rusty (Johnny Galecki) și fiica sa Audrey (Juliette Lewis). Mai întâi, Clark îi ia pe toți cu mașina pentru a pleca în căutarea a ceea ce numește el cu mult entuziasm Pomul de Crăciun al Familiei Griswold. După ce se întrece cu o camionetă și aproape intră într-un plug de zăpadă, dar trage de volan și intră cu mașina într-un morman de zăpadă, în cele din urmă găsește bradul mult visat, deși cam mare pentru camera lor.  
Clark își invită socrii, Art Smith (E. G. Marshall) și Francis Smith (Doris Roberts) și pe  părinții săi Clark Wilhelm Griswold Sr (John Randolph) și Nora Griswold (Diane Ladd), dar și pe mătușa Bethany (Mae Questel) și unchiul Lewis (William Hickey) ca să petreacă cu toții în Chicago sărbătorile ca o familie mare.
Clark este obsedat în ceea ce privește pregătirile de Crăciun. După ce se chinuie cu peste 20000 de becuri italiene de import să le așeze pe toată casa și pe acoperiș, nu reușește să le aprindă. În cele din urmă are și o surpriză și mai neplăcută: îi vin musafiri neinivitați din Kansas -- verișoara Catherine (Miriam Flynn), soțul ei Eddie (Randy Quaid) și cei doi copii ai lor, Rocky (Cody Burger) și Ruby Sue (Ellen Hamilton Latzen), aceștia sosesc într-o veche mașină RV care de fapt este noua lor casă.

## Distribuția
- Chevy Chase este Clark W. Griswold, Jr.
- Beverly D'Angelo este Ellen Smith Griswold
- Randy Quaid este Vărul Edward "Eddie" Johnson
- Juliette Lewis este Audrey Griswold
- Johnny Galecki este Rusty "Russ" Griswold
- John Randolph este Clark Wilhelm Griswold, Sr.
- Diane Ladd as Nora Griswold
- E. G. Marshall este Arthur "Art" Smith
- Doris Roberts este Frances Smith
- Miriam Flynn este Verișoara Catherine Johnson
- Cody Burger este Vărul Rocky Johnson
- Ellen Hamilton Latzen este Verișoara Ruby Sue Johnson
- William Hickey este Unchiul Lewis
- Mae Questel este Mătușa Bethany
- Sam McMurray este Bill
- Nicholas Guest este Todd Chester
- Julia Louis-Dreyfus este Margo Chester
- Brian Doyle-Murray este Mr. Frank Shirley
- Natalia Nogulich este Helen Shirley
- Nicolette Scorsese este Mary, the lingerie counter girl

## Continuări
Filmul a avut o singură continuare în seria de filme Vacation: filmul direct pe video din 2003 numit Vacanță de Crăciun 2 (National Lampoon's Christmas Vacation 2: Cousin Eddie's Island Adventure). Randy Quaid și Miriam Flynn îi reinterpretează pe Eddie și Catherine, împreuna cu Dana Barron în rolul lui Audrey, care a interpretat în Vacation, și Eric Idle, care a interpretat "The Bike Rider" în European Vacation.
Christmas Vacation este precedat de următoarele filme din seria Vacation:
- National Lampoon's Vacation (1983)
- National Lampoon's European Vacation (1985)

Christmas Vacation este urmat în serie de filmele:
- Vegas Vacation (1997)
- National Lampoon's Christmas Vacation 2: Cousin Eddie's Island Adventure (2003)
- Hotel Hell Vacation (2010)